# Strongman Super Series
O Strongman Super Series (conhecido entre 2005 e 2008 como World's Strongest Man Super Series, retornou em 2009 como World Strongman Super Series), foi uma sequência de eventos grand prix do atletismo de força (strongman). 
Foi introduzido em 2001 em resposta a preocupações de que, ao contrário de outros esportes individuais, tais como golfe ou tênis, não havia uma turnê/digressão reconhecida internacionalmente do atletismo de força. Nesta sequência elegia-se o competidor mais destacado do ano.
Tipicamente, dez a doze atletas participavam em cada grand prix, comparecendo os seis melhores no ranking internacional e pelo menos quatro qualificados que acumulavam mais pontos. O vencedor de cada grand prix recebia dez pontos, o segundo colocado, nove, e assim por diante. O competidor com a maior pontuação no fim da série era considerado o campeão do mundo.
Os quatro melhores atletas de cada competição recebiam uma vaga automática para o World's Strongest Man.
O World’s Strongest Man Super Series foi visto por mais de 500 milhões de pessoas no mundo todo, sendo televisionado por: Fox Sports, dos Estados Unidos e Austrália. Eurosport, Reino Unido e no Pacifico asiático. Channel 5, Reino Unido. CCTT, China. NTV, Rússia. TVN, Polónia. Dubai Sports Channel e Al Jazira, Oriente Médio. ESPN, América Latina.

## Campeões mundiais doSuper Series
Segue abaixo a lista dos campeões:
| Ano    | Campeão              | Nacionalidade  |
| ------ | -------------------- | -------------- |
| 2001   | Magnus Samuelsson    | Suécia         |
| 2002-3 | Hugo Girard          | Canadá         |
| 2003-4 | Mariusz Pudzianowski | Polónia        |
| 2004-5 | Mariusz Pudzianowski | Polónia        |
| 2005   | Mariusz Pudzianowski | Polónia        |
| 2006   | Mariusz Pudzianowski | Polónia        |
| 2008   | Derek Poundstone     | Estados Unidos |
| 2009   | Brian Shaw           | Estados Unidos |
| 2010   | Brian Shaw           | Estados Unidos |